# Губаха
Губаха (рус. Губаха) град је у Русији у Пермском крају. Према попису становништва из 2010. у граду је живело 28111 становника.

## Становништво
| 1939.  | 1959.  | 1970.  | 1979.  | 1989.  | 2002.  | 2010.  |
| ------ | ------ | ------ | ------ | ------ | ------ | ------ |
| 27.324 | 47.094 | 33.243 | 32.199 | 36.858 | 31.687 | 28.111 |